# 小松台東
小松台東（こまつだいひがし）とは、宮崎県宮崎市内の地名。小松台地域自治区に属している。郵便番号は880-0953。1丁目から3丁目が設置されているが住居表示未実施地域。

## 地理
宮崎市の中西部、小松台地域自治区に属し、小松台団地の中部に位置する住宅街である。大字小松（上小松）、小松台西、小松台南町、桜ケ丘町、大塚町と接する。

## 歴史
- 1986年 - 大字小松、大塚町のそれぞれ一部をもって、小松台東1～3丁目が誕生

## 世帯数と人口
2023年（令和5年）6月1日現在の世帯数と人口は以下の通りである。
| 町丁          | 世帯数  | 人口  |
| ------------- | ------- | ----- |
| 小松台東1丁目 | 284世帯 | 678人 |
| 小松台東2丁目 | 274世帯 | 608人 |
| 小松台東3丁目 | 220世帯 | 491人 |

## 小・中学校の学区
市立小・中学校に通う場合、学区は以下の通りとなる。
| 町名     | 小学校               | 中学校             |
| -------- | -------------------- | ------------------ |
| 小松台東 | 宮崎市立小松台小学校 | 宮崎市立生目中学校 |

## 交通

### バス
宮交グループの運営するバスが営業している。

## 施設
- 宮崎小松台郵便局
- 宮崎南警察署小松台駐在所